# Vedi Napoli e poi muori (film 1952)
Vedi Napoli e poi muori è un film del 1952 diretto da Riccardo Freda.

## Trama
Il trafficante di stupefacenti Sanesi tenta di indurre Marisa a ricattare il marito, alto funzionario di banca, in nome di un'antica amicizia. Ma il funzionario si convince che i due siano legati da una relazione e caccia la moglie di casa. Pur di impedire un ricatto nei confronti del funzionario, Marisa uccide Sanesi; il processo per l'omicidio e l'assoluzione per legittima difesa indurranno Marisa e suo marito alla riconciliazione.

## Produzione
Il film è una commistione tra due filoni all'epoca molto popolari tra il pubblico italiano: il melodramma sentimentale, comunemente detto strappalacrime (in seguito ribattezzato dalla critica con il termine neorealismo d'appendice) ed il poliziesco.
Fu girato per gli esterni a Napoli, mentre gli interni furono realizzati nei teatri di posa del Centro sperimentale di cinematografia di Roma.
Girato in bianco e nero, il film curiosamente ha però una breve sequenza a colori.

## Distribuzione
Il film venne distribuito nel circuito cinematografico italiano il 29 marzo del 1952.
In Francia arrivò nelle sale il 12 giugno del 1953 con il titolo Le Passé d'une mère.
La pellicola fu distribuita anche negli Stati Uniti nel 1959 con il titolo See Naples and Die.
Venne ri-edito in Italia alcuni anni dopo con il titolo Perfido ricatto.

## Accoglienza
Il film incassò 381.384.000 lire dell'epoca.

## Curiosità
Nel film appare un giovane Claudio Villa nel piccolo ruolo di un cantante melodico.